# Petar Stojanović
Petar Stojanović (Lubiana, 7 ottobre 1995) è un calciatore sloveno, centrocampista o difensore del Legia Varsavia e della nazionale slovena.

## Caratteristiche tecniche
Può agire da centrocampista esterno o da terzino destro.

## Carriera

### Club

#### Gli inizi: Maribor e Verzej
Cresciuto calcisticamente nelle giovanili del Maribor, il 25 marzo 2012, all'età di 16 anni, 5 mesi e 18 giorni, fa il proprio debutto in prima squadra, stabilendo così un vero e proprio record nel calcio europeo. Non trovando spazio in prima squadra, per l'annata 2013-2014 viene ceduto in prestito al Veržej, con cui mise a segno 3 reti in 11 apparizioni totali.
Torna a giocare con la maglia del Maribor il 22 marzo 2014, segnando la sua prima rete stagionale in occasione di un match contro il Krka. Rimane al club anche per le successive due stagioni, dove riesce a ritagliarsi sempre più spazio nell'undici titolare. Con il club gialloviola vince, in tre anni, 4 campionati nazionali, 2 Coppe di Slovenia e 2 Supercoppe di Slovenia.

#### Dinamo Zagabria
Il 5 gennaio 2016, viene acquistato dai croati della Dinamo Zagabria. Debutta con il club il seguente 14 febbraio, nel derby contro l'NK Zagabria. Termina il suo primo semestre in Croazia collezionando 10 presenze. Durante la stagione 2016-2017 riesce a trovare la sua prima rete con il club, segnata il 6 novembre 2016 ai danni dell'RNK Spalato. In 5 stagioni mette assieme un totale di 187 presenze, vincendo 5 campionati croati, quattro coppe di Croazia e una supercoppa croata.

#### Empoli
Il 20 luglio 2021 passa in prestito con obbligo di riscatto a determinate condizioni all'Empoli. Il 21 agosto esordisce in Serie A con i toscani nella partita casalinga persa con la Lazio per 1-3. Il 6 dicembre realizza la sua prima rete, in occasione del successo casalingo sull'Udinese per 3-1. Il 17 giugno 2022 la società toscana annuncia di aver esercitato il diritto di riscatto. Termina la sua prima annata ai toscani con 35 presenze.
Inizia la campagna 2022-2023 esordendo nel match di Coppa Italia contro il Cittadella. Dopo l'acquisto di Tyronne Ebuehi, il difensore sloveno perde definitivamente il posto da titolare, riuscendo però a mantenere abbastanza costante la propria presenza in campo. Termina la sua seconda stagione con 28 presenze e nessuna marcatura.

#### Prestiti a Sampdoria e Salernitana
Il 23 agosto 2023 viene ceduto in prestito alla Sampdoria. Due giorni dopo esordisce da titolare nella sconfitta interna contro il Pisa per 0-2. Il 1º aprile 2024 segna la sua prima rete in maglia blucerchiata, nella vittoria per 4-1 ai danni della Ternana. Termina la stagione regolare con 29 presenze totali, play-off inclusi, non venendo riscattato dalla compagine blucerchiata.
A fine prestito fa ritorno all'Empoli e dopo aver giocato due partite con gli azzurri toscani (una nel campionato di Serie A e una in Coppa Italia), il 31 agosto 2024 viene ceduto in prestito secco alla Salernitana, neoretrocessa in Serie B. Il giorno dopo, fa il proprio debutto ufficiale in maglia granata, entrando dalla panchina in un match perso per 1-0 in casa del Mantova. Lo sloveno termina l'annata con 29 presenze e con il club granata retrocesso in Serie C dopo esser stato battuto dalla Sampdoria ai play-out.

#### Passaggio al Legia Varsavia
Il 27 giugno 2025 viene acquistato dal Legia Varsavia, col contratto in decorrenza dal 1º luglio seguente.

### Nazionale
Ha disputato la prima partita con l'Under-21 slovena durante le qualificazioni ai campionati europei di categoria, nel 2014, segnando una rete nel 5-0 inflitto ad Andorra. Il 18 novembre dello stesso anno ha debuttato anche in nazionale maggiore in un'amichevole contro la Colombia a 19 anni, 1 mese e 11 giorni, diventando così il più giovane esordiente nella storia della Slovenia, battendo il precedente record stabilito nel 2007 da Rene Mihelič. Questo record è stato poi battuto da Benjamin Šeško nel 2021. Sempre nel 2021 realizza la sua prima rete nel pareggio per 1-1 contro la Slovacchia.

## Statistiche

### Presenze e reti nei club
Statistiche aggiornate al 1º luglio 2025.
| Stagione               | Squadra                | Campionato             | Campionato | Campionato | Coppe nazionali | Coppe nazionali | Coppe nazionali | Coppe continentali | Coppe continentali | Coppe continentali | Altre coppe | Altre coppe | Altre coppe | Totale | Totale |
| Stagione               | Squadra                | Comp                   | Pres       | Reti       | Comp            | Pres            | Reti            | Comp               | Pres               | Reti               | Comp        | Pres        | Reti        | Pres   | Reti   |
| ---------------------- | ---------------------- | ---------------------- | ---------- | ---------- | --------------- | --------------- | --------------- | ------------------ | ------------------ | ------------------ | ----------- | ----------- | ----------- | ------ | ------ |
| 2011-2012              | Maribor                | 1.SNL                  | 2          | 0          | CS              | -               | UCL+UEL         | -                  | -                  | -                  | -           | -           | -           | 2      | 0      |
| 2012-2013              | Maribor                | 1.SNL                  | 2          | 0          | CS              | 0               | 0               | UCL+UEL            | -                  | -                  | SS          | -           | -           | 2      | 0      |
| 2013-gen. 2014         | Veržej                 | 2.SNL                  | 11         | 3          | CS              | 0               | 0               | -                  | -                  | -                  | -           | -           | -           | 11     | 3      |
| gen-giu. 2014          | Maribor                | 1.SNL                  | 7          | 1          | CS              | 3               | 1               | UCL+UEL            | 0                  | 0                  | -           | -           | -           | 10     | 2      |
| 2014-2015              | Maribor                | 1.SNL                  | 23         | 0          | CS              | 1               | 0               | UCL                | 11                 | 0                  | SS          | 1           | 0           | 36     | 0      |
| lug.-dic. 2015         | Maribor                | 1.SNL                  | 11         | 1          | CS              | 2               | 0               | UCL                | 2                  | 0                  | SS          | 1           | 0           | 16     | 1      |
| Totale Maribor         | Totale Maribor         | Totale Maribor         | 45         | 2          |                 | 6               | 1               |                    | 13                 | 0                  |             | 2           | 0           | 66     | 3      |
| gen.-giu. 2016         | Dinamo Zagabria II     | 2.HNL                  | 1          | 0          | -               | -               | -               | -                  | -                  | -                  | -           | -           | -           | 1      | 0      |
| gen.-giu. 2016         | Dinamo Zagabria        | 1.HNL                  | 10         | 0          | CC              | 0               | 0               | UCL                | -                  | -                  | -           | -           | -           | 10     | 0      |
| 2016-2017              | Dinamo Zagabria        | 1.HNL                  | 23         | 1          | CC              | 3               | 0               | UCL                | 10                 | 0                  | -           | -           | -           | 36     | 1      |
| 2017-2018              | Dinamo Zagabria        | 1.HNL                  | 30         | 0          | CC              | 4               | 0               | UEL                | 4                  | 0                  | -           | -           | -           | 38     | 0      |
| 2018-2019              | Dinamo Zagabria        | 1. HNL                 | 18         | 0          | CC              | 3               | 0               | UCL+UEL            | 6+9                | 0                  | -           | -           | -           | 36     | 0      |
| 2019-2020              | Dinamo Zagabria        | 1. HNL                 | 17         | 1          | CC              | 3               | 0               | UCL                | 10                 | 0                  | SC          | 1           | 0           | 31     | 1      |
| 2020-2021              | Dinamo Zagabria        | 1. HNL                 | 23         | 0          | CC              | 4               | 0               | UCL+UEL            | 2+5                | 0                  | -           | -           | -           | 34     | 0      |
| lug. 2021              | Dinamo Zagabria        | 1.HNL                  | -          | -          | CC              | -               | -               | UCL                | 2                  | 0                  | -           | -           | -           | 2      | 0      |
| Totale Dinamo Zagabria | Totale Dinamo Zagabria | Totale Dinamo Zagabria | 121        | 2          |                 | 17              | 0               |                    | 48                 | 0                  |             | 1           | 0           | 187    | 2      |
| 2021-2022              | Empoli                 | A                      | 33         | 1          | CI              | 2               | 0               | -                  | -                  | -                  | -           | -           | -           | 35     | 1      |
| 2022-2023              | Empoli                 | A                      | 27         | 0          | CI              | 1               | 0               | -                  | -                  | -                  | -           | -           | -           | 28     | 0      |
| ago. 2023              | Empoli                 | A                      | 0          | 0          | CI              | 1               | 0               | -                  | -                  | -                  | -           | -           | -           | 1      | 0      |
| ago. 2023-2024         | Sampdoria              | B                      | 28+1       | 1+0        | CI              | -               | -               | -                  | -                  | -                  | -           | -           | -           | 29     | 1      |
| ago. 2024              | Empoli                 | A                      | 1          | 0          | CI              | 1               | 0               | -                  | -                  | -                  | -           | -           | -           | 2      | 0      |
| Totale Empoli          | Totale Empoli          | Totale Empoli          | 61         | 1          |                 | 5               | 0               |                    | -                  | -                  |             | -           | -           | 66     | 1      |
| set. 2024-2025         | Salernitana            | B                      | 28+1       | 0          | CI              | 0               | 0               | -                  | -                  | -                  | -           | -           | -           | 29     | 0      |
| 2025-2026              | Legia Varsavia         | EK                     | -          | -          | CP              | -               | -               | -                  | -                  | -                  | -           | -           | -           | 0      | 0      |
| Totale carriera        | Totale carriera        | Totale carriera        | 295+2      | 9          |                 | 28              | 1               |                    | 61                 | 0                  |             | 3           | 0           | 389    | 10     |

### Cronologia presenze e reti in nazionale
| Cronologia completa delle presenze e delle reti in nazionale ― Slovenia | Cronologia completa delle presenze e delle reti in nazionale ― Slovenia | Cronologia completa delle presenze e delle reti in nazionale ― Slovenia | Cronologia completa delle presenze e delle reti in nazionale ― Slovenia | Cronologia completa delle presenze e delle reti in nazionale ― Slovenia | Cronologia completa delle presenze e delle reti in nazionale ― Slovenia | Cronologia completa delle presenze e delle reti in nazionale ― Slovenia | Cronologia completa delle presenze e delle reti in nazionale ― Slovenia |
| Data                                                                    | Città                                                                   | In casa                                                                 | Risultato                                                               | Ospiti                                                                  | Competizione                                                            | Reti                                                                    | Note                                                                    |
| ----------------------------------------------------------------------- | ----------------------------------------------------------------------- | ----------------------------------------------------------------------- | ----------------------------------------------------------------------- | ----------------------------------------------------------------------- | ----------------------------------------------------------------------- | ----------------------------------------------------------------------- | ----------------------------------------------------------------------- |
| 18-11-2014                                                              | Lubiana                                                                 | Slovenia                                                                | 0 – 1                                                                   | Colombia                                                                | Amichevole                                                              | -                                                                       | 46’                                                                     |
| 27-3-2015                                                               | Lubiana                                                                 | Slovenia                                                                | 6 – 0                                                                   | San Marino                                                              | Qual. Euro 2016                                                         | -                                                                       | 76’                                                                     |
| 30-3-2015                                                               | Doha                                                                    | Qatar                                                                   | 1 – 0                                                                   | Slovenia                                                                | Amichevole                                                              | -                                                                       |                                                                         |
| 28-3-2016                                                               | Belfast                                                                 | Irlanda del Nord                                                        | 1 – 0                                                                   | Slovenia                                                                | Amichevole                                                              | -                                                                       | 61’                                                                     |
| 2-6-2018                                                                | Podgorica                                                               | Montenegro                                                              | 0 – 2                                                                   | Slovenia                                                                | Amichevole                                                              | -                                                                       | 46’                                                                     |
| 9-9-2018                                                                | Nicosia                                                                 | Cipro                                                                   | 2 – 1                                                                   | Slovenia                                                                | UEFA Nations League 2018-2019 - 1º turno                                | -                                                                       | 89’ (aut.)                                                              |
| 21-3-2019                                                               | Haifa                                                                   | Israele                                                                 | 1 – 1                                                                   | Slovenia                                                                | Qual. Euro 2020                                                         | -                                                                       |                                                                         |
| 24-3-2019                                                               | Lubiana                                                                 | Slovenia                                                                | 1 – 1                                                                   | Macedonia del Nord                                                      | Qual. Euro 2020                                                         | -                                                                       |                                                                         |
| 7-6-2019                                                                | Vienna                                                                  | Austria                                                                 | 1 – 0                                                                   | Slovenia                                                                | Qual. Euro 2020                                                         | -                                                                       |                                                                         |
| 10-6-2019                                                               | Riga                                                                    | Lettonia                                                                | 0 – 5                                                                   | Slovenia                                                                | Qual. Euro 2020                                                         | -                                                                       |                                                                         |
| 6-9-2019                                                                | Lubiana                                                                 | Slovenia                                                                | 2 – 0                                                                   | Polonia                                                                 | Qual. Euro 2020                                                         | -                                                                       | 74’                                                                     |
| 9-9-2019                                                                | Lubiana                                                                 | Slovenia                                                                | 3 – 2                                                                   | Israele                                                                 | Qual. Euro 2020                                                         | -                                                                       |                                                                         |
| 10-10-2019                                                              | Skopje                                                                  | Macedonia del Nord                                                      | 2 – 1                                                                   | Slovenia                                                                | Qual. Euro 2020                                                         | -                                                                       |                                                                         |
| 13-10-2019                                                              | Lubiana                                                                 | Slovenia                                                                | 0 – 1                                                                   | Austria                                                                 | Qual. Euro 2020                                                         | -                                                                       |                                                                         |
| 16-11-2019                                                              | Lubiana                                                                 | Slovenia                                                                | 1 – 0                                                                   | Lettonia                                                                | Qual. Euro 2020                                                         | -                                                                       |                                                                         |
| 19-11-2019                                                              | Varsavia                                                                | Polonia                                                                 | 3 – 2                                                                   | Slovenia                                                                | Qual. Euro 2020                                                         | -                                                                       |                                                                         |
| 3-9-2020                                                                | Lubiana                                                                 | Slovenia                                                                | 0 – 0                                                                   | Grecia                                                                  | UEFA Nations League 2020-2021 - 1º turno                                | -                                                                       |                                                                         |
| 6-9-2020                                                                | Lubiana                                                                 | Slovenia                                                                | 1 – 0                                                                   | Moldavia                                                                | UEFA Nations League 2020-2021 - 1º turno                                | -                                                                       | 90+4’                                                                   |
| 7-10-2020                                                               | Lubiana                                                                 | Slovenia                                                                | 4 – 0                                                                   | San Marino                                                              | Amichevole                                                              | -                                                                       | 71’                                                                     |
| 11-10-2020                                                              | Pristina                                                                | Kosovo                                                                  | 0 – 1                                                                   | Slovenia                                                                | UEFA Nations League 2020-2021 - 1º turno                                | -                                                                       | 35’                                                                     |
| 15-11-2020                                                              | Lubiana                                                                 | Slovenia                                                                | 2 – 1                                                                   | Kosovo                                                                  | UEFA Nations League 2020-2021 - 1º turno                                | -                                                                       |                                                                         |
| 18-11-2020                                                              | Atene                                                                   | Grecia                                                                  | 0 – 0                                                                   | Slovenia                                                                | UEFA Nations League 2020-2021 - 1º turno                                | -                                                                       |                                                                         |
| 24-3-2021                                                               | Lubiana                                                                 | Slovenia                                                                | 1 – 0                                                                   | Croazia                                                                 | Qual. Mondiali 2022                                                     | -                                                                       |                                                                         |
| 27-3-2021                                                               | Soči                                                                    | Russia                                                                  | 2 – 1                                                                   | Slovenia                                                                | Qual. Mondiali 2022                                                     | -                                                                       | 61’                                                                     |
| 30-3-2021                                                               | Strovolos                                                               | Cipro                                                                   | 1 – 0                                                                   | Slovenia                                                                | Qual. Mondiali 2022                                                     | -                                                                       |                                                                         |
| 1-6-2021                                                                | Skopje                                                                  | Macedonia del Nord                                                      | 1 – 1                                                                   | Slovenia                                                                | Amichevole                                                              | -                                                                       | 55’                                                                     |
| 4-6-2021                                                                | Capodistria                                                             | Slovenia                                                                | 6 – 0                                                                   | Gibilterra                                                              | Amichevole                                                              | -                                                                       | 46’                                                                     |
| 1-9-2021                                                                | Lubiana                                                                 | Slovenia                                                                | 1 – 1                                                                   | Slovacchia                                                              | Qual. Mondiali 2022                                                     | 1                                                                       |                                                                         |
| 4-9-2021                                                                | Lubiana                                                                 | Slovenia                                                                | 1 – 0                                                                   | Malta                                                                   | Qual. Mondiali 2022                                                     | -                                                                       |                                                                         |
| 7-9-2021                                                                | Spalato                                                                 | Croazia                                                                 | 3 – 0                                                                   | Slovenia                                                                | Qual. Mondiali 2022                                                     | -                                                                       | 88’                                                                     |
| 11-11-2021                                                              | Trnava                                                                  | Slovacchia                                                              | 2 – 2                                                                   | Slovenia                                                                | Qual. Mondiali 2022                                                     | -                                                                       | 80’                                                                     |
| 14-11-2021                                                              | Lubiana                                                                 | Slovenia                                                                | 2 – 1                                                                   | Cipro                                                                   | Qual. Mondiali 2022                                                     | -                                                                       | 45+3’                                                                   |
| 26-3-2022                                                               | Al Rayyan                                                               | Croazia                                                                 | 1 – 1                                                                   | Slovenia                                                                | Amichevole                                                              | -                                                                       | 77’                                                                     |
| 29-3-2022                                                               | Al Rayyan                                                               | Qatar                                                                   | 0 – 0                                                                   | Slovenia                                                                | Amichevole                                                              | -                                                                       | 87’                                                                     |
| 2-6-2022                                                                | Lubiana                                                                 | Slovenia                                                                | 0 – 2                                                                   | Svezia                                                                  | UEFA Nations League 2022-2023 - 1º turno                                | -                                                                       | 37’                                                                     |
| 5-6-2022                                                                | Belgrado                                                                | Serbia                                                                  | 4 – 1                                                                   | Slovenia                                                                | UEFA Nations League 2022-2023 - 1º turno                                | 1                                                                       |                                                                         |
| 9-6-2022                                                                | Oslo                                                                    | Norvegia                                                                | 0 – 0                                                                   | Slovenia                                                                | UEFA Nations League 2022-2023 - 1º turno                                | -                                                                       | 1’                                                                      |
| 24-9-2022                                                               | Lubiana                                                                 | Slovenia                                                                | 2 – 1                                                                   | Norvegia                                                                | UEFA Nations League 2022-2023 - 1º turno                                | -                                                                       | 64’                                                                     |
| 27-9-2022                                                               | Solna                                                                   | Svezia                                                                  | 1 – 1                                                                   | Slovenia                                                                | UEFA Nations League 2022-2023 - 1º turno                                | -                                                                       | 54’                                                                     |
| 17-11-2022                                                              | Cluj-Napoca                                                             | Romania                                                                 | 1 – 2                                                                   | Slovenia                                                                | Amichevole                                                              | -                                                                       | 58’                                                                     |
| 20-11-2022                                                              | Lubiana                                                                 | Slovenia                                                                | 1 – 0                                                                   | Montenegro                                                              | Amichevole                                                              | -                                                                       | 72’                                                                     |
| 23-3-2023                                                               | Astana                                                                  | Kazakistan                                                              | 1 – 2                                                                   | Slovenia                                                                | Qual. Euro 2024                                                         | -                                                                       | 45+1’                                                                   |
| 26-3-2023                                                               | Lubiana                                                                 | Slovenia                                                                | 2 – 0                                                                   | San Marino                                                              | Qual. Euro 2024                                                         | -                                                                       |                                                                         |
| 16-6-2023                                                               | Helsinki                                                                | Finlandia                                                               | 2 – 0                                                                   | Slovenia                                                                | Qual. Euro 2024                                                         | -                                                                       | 78’                                                                     |
| 19-6-2023                                                               | Lubiana                                                                 | Slovenia                                                                | 1 – 1                                                                   | Danimarca                                                               | Qual. Euro 2024                                                         | -                                                                       |                                                                         |
| 7-9-2023                                                                | Lubiana                                                                 | Slovenia                                                                | 4 – 2                                                                   | Irlanda del Nord                                                        | Qual. Euro 2024                                                         | -                                                                       |                                                                         |
| 10-9-2023                                                               | Serravalle                                                              | San Marino                                                              | 0 – 4                                                                   | Slovenia                                                                | Qual. Euro 2024                                                         | -                                                                       | 41’ 66’                                                                 |
| 14-10-2023                                                              | Lubiana                                                                 | Slovenia                                                                | 3 – 0                                                                   | Finlandia                                                               | Qual. Euro 2024                                                         | -                                                                       | 90+4’                                                                   |
| 17-10-2023                                                              | Belfast                                                                 | Irlanda del Nord                                                        | 0 – 1                                                                   | Slovenia                                                                | Qual. Euro 2024                                                         | -                                                                       |                                                                         |
| 20-11-2023                                                              | Lubiana                                                                 | Slovenia                                                                | 2 – 1                                                                   | Kazakistan                                                              | Qual. Euro 2024                                                         | -                                                                       | 90+2’                                                                   |
| 21-3-2024                                                               | Ta' Qali                                                                | Malta                                                                   | 2 – 2                                                                   | Slovenia                                                                | Amichevole                                                              | -                                                                       |                                                                         |
| 26-3-2024                                                               | Lubiana                                                                 | Slovenia                                                                | 2 – 0                                                                   | Portogallo                                                              | Amichevole                                                              | -                                                                       | 50’                                                                     |
| 4-6-2024                                                                | Lubiana                                                                 | Slovenia                                                                | 2 – 1                                                                   | Armenia                                                                 | Amichevole                                                              | -                                                                       | 59’                                                                     |
| 15-6-2024                                                               | Stoccarda                                                               | Slovenia                                                                | 1 – 1                                                                   | Danimarca                                                               | Euro 2024 - 1º turno                                                    | -                                                                       | 53’ 67’                                                                 |
| 20-6-2024                                                               | Monaco di Baviera                                                       | Slovenia                                                                | 1 – 1                                                                   | Serbia                                                                  | Euro 2024 - 1º turno                                                    | -                                                                       | 76’                                                                     |
| 25-6-2024                                                               | Colonia                                                                 | Inghilterra                                                             | 0 – 0                                                                   | Slovenia                                                                | Euro 2024 - 1º turno                                                    | -                                                                       |                                                                         |
| 1-7-2024                                                                | Francoforte sul Meno                                                    | Portogallo                                                              | 0 – 0 dts (3 – 0 dtr)                                                   | Slovenia                                                                | Euro 2024 - Ottavi di finale                                            | -                                                                       | 87’                                                                     |
| 6-9-2024                                                                | Lubiana                                                                 | Slovenia                                                                | 1 – 1                                                                   | Austria                                                                 | UEFA Nations League 2024-2025 - 1º turno                                | -                                                                       |                                                                         |
| 9-9-2024                                                                | Lubiana                                                                 | Slovenia                                                                | 3 – 0                                                                   | Kazakistan                                                              | UEFA Nations League 2024-2025 - 1º turno                                | -                                                                       | 78’                                                                     |
| 10-10-2024                                                              | Oslo                                                                    | Norvegia                                                                | 3 – 0                                                                   | Slovenia                                                                | UEFA Nations League 2024-2025 - 1º turno                                | -                                                                       | 63’                                                                     |
| 13-10-2024                                                              | Almaty                                                                  | Kazakistan                                                              | 0 – 1                                                                   | Slovenia                                                                | UEFA Nations League 2024-2025 - 1º turno                                | -                                                                       |                                                                         |
| 14-11-2024                                                              | Lubiana                                                                 | Slovenia                                                                | 1 – 4                                                                   | Norvegia                                                                | UEFA Nations League 2024-2025 - 1º turno                                | -                                                                       | 81’                                                                     |
| 17-11-2024                                                              | Vienna                                                                  | Austria                                                                 | 1 – 1                                                                   | Slovenia                                                                | UEFA Nations League 2024-2025 - 1º turno                                | -                                                                       | 65’                                                                     |
| 20-3-2025                                                               | Bratislava                                                              | Slovacchia                                                              | 0 – 0                                                                   | Slovenia                                                                | UEFA Nations League 2024-2025 - Play-off                                | -                                                                       | 79’                                                                     |
| 23-3-2025                                                               | Lubiana                                                                 | Slovenia                                                                | 1 – 0 dts                                                               | Slovacchia                                                              | UEFA Nations League 2024-2025 - Play-off                                | -                                                                       |                                                                         |
| 6-6-2025                                                                | Lussemburgo                                                             | Lussemburgo                                                             | 0 – 1                                                                   | Slovenia                                                                | Amichevole                                                              | -                                                                       | 64’                                                                     |
| 10-6-2025                                                               | Celje                                                                   | Slovenia                                                                | 2 – 1                                                                   | Bosnia ed Erzegovina                                                    | Amichevole                                                              | -                                                                       | 80’                                                                     |
| Totale                                                                  |                                                                         | Presenze                                                                | 67                                                                      |                                                                         | Reti                                                                    | 2                                                                       |                                                                         |

### Record

#### Con il Maribor
- Calciatore più giovane (16 anni, 5 mesi e 18 giorni) ad aver esordito in prima squadra.[34]

## Palmarès

### Club

#### Competizioni nazionali
- Campionato sloveno: 4

Maribor: 2011-2012, 2012-2013, 2013-2014, 2014-2015
- Coppa di Slovenia: 2

Maribor: 2011-2012, 2012-2014
- Supercoppa di Slovenia: 2

Maribor: 2012, 2014
- Campionato croato: 5

Dinamo Zagabria: 2015-2016, 2017-2018, 2018-2019, 2019-2020, 2020-2021
- Coppa di Croazia: 4

Dinamo Zagabria: 2015-2016, 2016-2017, 2017-2018, 2020-2021
- Supercoppa di Croazia: 1

Dinamo Zagabria: 2019